# Oleg Esaian
Oleg Esaian (en arménien Օլեգ Եսայան), né le 12 novembre 1946, est un homme d'État et diplomate arménien. Il est le Premier ministre du Haut-Karabagh en 1992.
De 2010 à 2017, il est ambassadeur d'Arménie en Russie.